# Franz Bretschneider

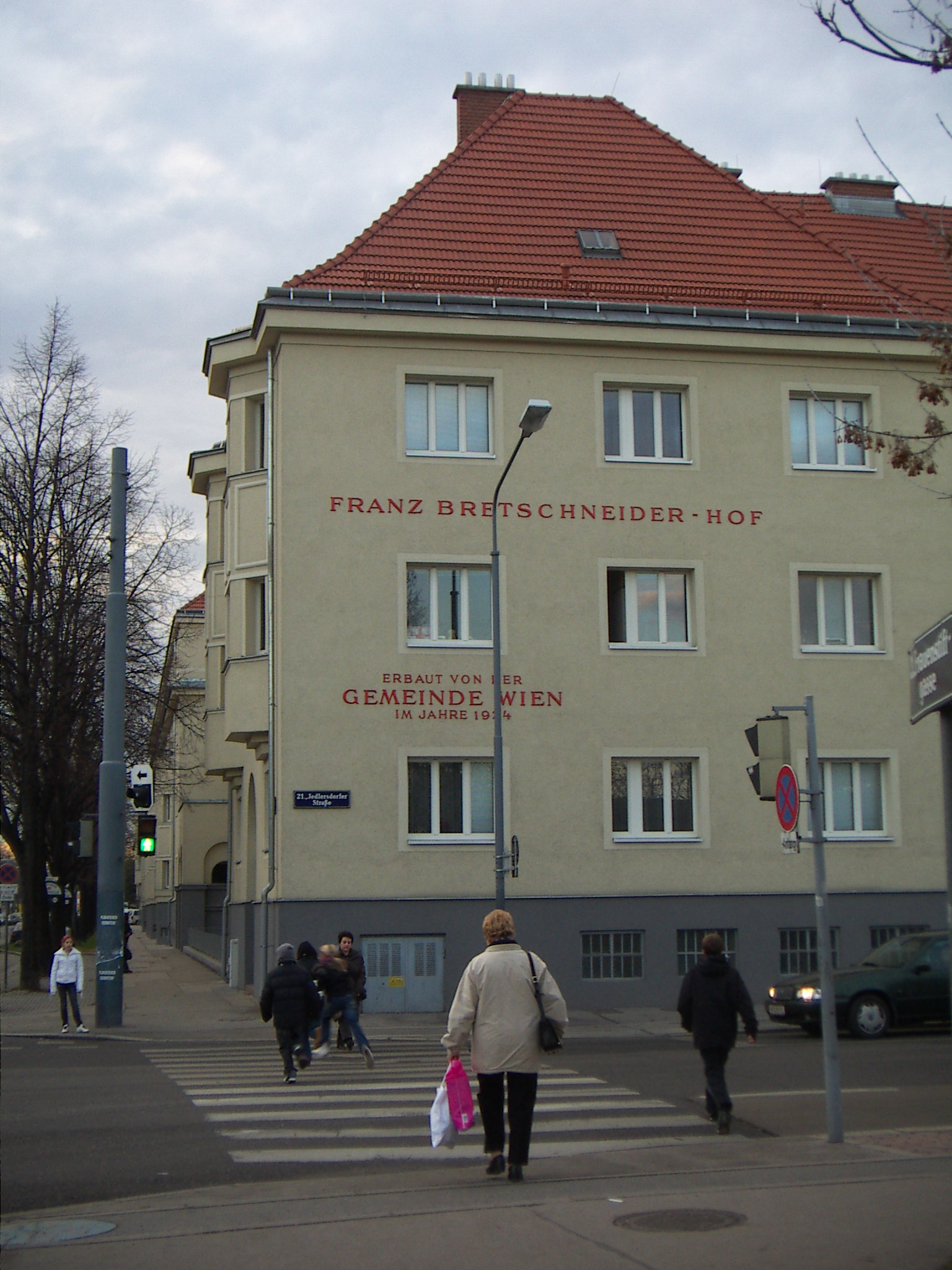
Franz-Bretschneider-Hof in der Mitterhofergasse

Franz Bretschneider (* 2. Oktober 1866 in Wien; † 23. Juni 1950 ebenda) war ein österreichischer Politiker (SPÖ).

## Leben
Bretschneider war Mechaniker und engagierte sich zuerst beim Arbeiterbildungsverein in Gumpendorf und danach parteipolitisch in Floridsdorf.
Er war nach Anton Schlinger von 1914 bis 1918 Gemeinderat in Wien. Von 1919 bis 1932 war er Bezirksvorsteher von Floridsdorf.
In der Zeit des Zweiten Weltkrieges war er Mitglied der Widerstandsbewegung und baute nach Kriegsende in Floridsdorf die politischen Strukturen wieder auf und war bis September 1945 Leiter des Ernährungsamtes in Floridsdorf.
Er wurde am Groß-Jedlersdorfer Friedhof bestattet.

## Ehrungen
- Ein Gemeindebau in Floridsdorf wurde ihm zu Ehren Franz-Bretschneider-Hof benannt.